# The Trump Organization
The Trump Organization és un grup empresarial format per unes 500 organitzacions, on Donald Trump és l'únic o principal propietari. Al voltant de 250 d'aquestes entitats utilitzen el nom de Trump. L'organització va ser fundada el 1927 per l'àvia paterna de Donald Trump, Elizabeth Christ Trump, i el seu pare, Fred Trump, com a E. Trump & Son Donald Trump va començar a liderar-lo el 1971, el va canviar el nom al voltant de 1973 i va cedir el seu lideratge als seus fills el 2017.
L'Organització Trump, a través de les seves diferents empreses i parternariats, té o ha tingut interessos en el sector immobiliari, inversió, bursari, vendes, màrqueting i gestió de propietats en diversos països, incloent hotels, resorts, camps de golt o habitatge privat. També operen o han operat en sectors com la construcció, l'hostaleria, els casinos, l'entreteniment, l'edició de llibres i revistes, els mitjans de comunicació, la gestió de models, venda al detall, serveis financers, aliments i begudes, educació empresarial, viatges en línia, aviació comercial i privada i concursos de bellesa. També inclou la productora de televisió que va produir la franquícia del reality The Apprentice. Entre les empreses dedicades a la venda al detall inclouen o han inclòs organitzacions dedicades a la venda de roba de moda, joies i accessoris, llibres, mobles per a la llar, productes d'il·luminació, tèxtils i accessoris per al bany, roba de llit, productes i fragàncies per a la llar, articles de pell, vodka, vi, articles de bar, bistecs, barretes de xocolata i aigua.
Com que els estats financers de les participacions de l'Organització Trump són privats, el seu veritable valor no es coneix públicament, tot i que s'han fet una àmplia gamma d'estimacions. Trump ha fet pública poca informació per estimar el valor total del seu patrimoni. En diverses ocasions, Trump ha estat acusat d'haver inflat deliberadament la valoració de les seves empreses (en particular els autors de la llista anual de Forbes 400) per reforçar el seu valor net percebut.
El 2019, l'Organització Trump va ser examinada pels investigadors de Nova York, per possible frau financer. El juliol de 2021, els fiscals de Nova York van acusar l'organització de 10 càrrecs per un suposat esquema d'elusió fiscal durant 15 anys. Al novembre, The Washington Post va informar que entre el 2011 i el 2015 l'organització hauria presentat diverses propietats que valien molt més als possibles prestadors que als funcionaris fiscals. El juliol de 2022, l'organització continua sota investigació.